# زارعی
زارعی می‌تواند به افراد زیر اشاره داشته باشد:
- مریلا زارعی، بازیگر
- ملیکا زارعی، بازیگر و مجری برنامه‌های کودک و نوجوان
- آزاده زارعی
- آرمین زارعی، خواننده و ترانه‌نویس
- رضا زارعی
- مجتبی زارعی
- علی‌اصغر زارعی
- اسماعیل زارعی کوشا